# Senhora da Graça de Padrões
Senhora da Graça de Padrões ist ein Ort und eine ehemalige Gemeinde (Freguesia) im Kreis Almodôvar im Distrikt Beja in Portugal. Die Gemeinde hatte eine Fläche von 35 km² und 398 Einwohnern (Stand 30. Juni 2011).
Die Gemeinde bestand neben dem Hauptort Senhora da Graça de Padrões aus den Siedlungen Neves da Graça und A-do-Corvo. Auf der Fläche der Gemeinde befand sich eine große Kupfer-Zink-Silber-Mine der EuroZinc Mining Corporation (Mina de Neves Corvo). Es besteht für den Gütertransport eine Bahnverbindung nach Ourique, die Ramal de Neves-Corvo.
Am 29. September 2013 wurden die Gemeinden Senhora da Graça de Padrões und Almodôvar zur neuen Gemeinde União das Freguesias de Almodôvar e Graça dos Padrões zusammengefasst.